# 布里安娜·哈格雷夫
布里安娜·哈格雷夫（英語：Breanna Hargrave，1982年2月9日—），澳大利亚女子自行车运动员。她曾代表澳大利亚参加2014年和2022年英联邦运动会自行车比赛，其中2014年英联邦运动会获得二枚铜牌。